# 蒙山施食
蒙山施食儀，又稱放蒙山，漢傳佛教中的一種儀軌，源自於密宗，屬於放焰口的一種，經由持咒、觀想及開示等儀式，將無量飲食及水布施給餓鬼道的眾生（施餓鬼），解除他們的飢渴與痛苦，並令其發菩提心，勸其懺悔，現為漢傳佛教寺院中的常見晚課，認為可以增進行者的慈悲。

## 緣起
傳說古時候有個外國僧人叫甘露法師，曾經在蒙山上的寺廟作法布施餓鬼，因此蒙山地方流行布施，宋代時蒙山不動法師因此而創立了一套儀軌。

## 內容
蒙山施食主要是由《佛說救拔焰口餓鬼陀羅尼經》的咒語「無量威德自在光明殊勝妙力陀羅尼」與《佛說妙色陀羅尼經》的咒語「甘露水真言」兩個部份所組成，此外還加入許多密咒，如：《地藏消定業真言》、《觀音滅業障真言》，並給予六道眾生開示，組成完整的《蒙山施食儀》，俗稱大蒙山。而只誦念其中核心的咒語，則稱小蒙山。一般寺院的早晚課誦，都只做小蒙山。
在進行蒙山施食時，修行者會準備七顆平日食用的白米，以及早課加持的大悲水，藉由口誦咒、手結印、意觀想，使身口意三密相印，觀想將它變化成可供所有餓鬼道眾生食用的豐富食物，經由陀羅尼的力量，布施給眾生，以解除他們的痛苦，並祈願往生善道得解脫。

## 晚課蒙山施食儀

### 偈示唯心
若人欲了知，三世一切佛，應觀法界性，一切唯心造。
（觀想華嚴三聖現於行者頭頂放光）

### 破地獄真言
唵 伽囉帝耶 娑婆訶
（觀想一切受苦眾生發菩提心，地獄自毀，三密相應，地獄之門豁然自開）

### 普召請真言
南無 部部帝唎 伽哩哆哩 怛哆誐哆耶
（觀想一切受苦眾生，承佛威光，悉至己所）

### 解怨結真言
唵 三陀囉 伽陀娑婆訶
（觀想一切受苦眾生，無始冤結、一時冰釋，發慈悲心）

### 迎請三寶
- 南無大方廣佛華嚴經
- 南無常住十方佛
- 南無常住十方法
- 南無常住十方僧
- 南無本師釋迦牟尼佛
- 南無大悲觀世音菩薩
- 南無冥陽救苦地藏王菩薩
- 南無啓教阿難陀尊者

（可加入念誦本伽藍奉祀之佛菩薩尊號，首觀想十方諸佛菩薩，莊嚴法身，坐蓮臺上，次觀想十方顯密經卷，末觀想十方諸賢聖僧，龍天護法，威儀端莊，皆同放大光明，遍滿虛空）

### 皈依三寶
- 皈依佛，皈依佛兩足尊，皈依佛竟
- 皈依法，皈依法離欲尊，皈依法竟
- 皈依僧，皈依僧衆中尊，皈依僧竟

(觀想一切眾生，發菩提心，同歸三寶)

### 懺悔三業
(佛子/有情/孤魂)所造諸惡業，
皆由無始貪瞋癡，
從身語意之所生，
一切(佛子/有情/孤魂)皆懺悔
(觀想一切眾生皆同懺悔)

### 發四宏願
衆生無邊誓願度，煩惱無盡誓願斷，
法門無量誓願學，佛道無上誓願成，
自性衆生誓願度，自性煩惱誓願斷，
自性法門誓願學，自性佛道誓願成
(觀想眾生皆懂其義，同心發願)

### 地藏王菩薩滅定業真言
唵 缽囉末鄰陀寧 娑婆訶
(觀想一切定業皆悉消滅)

### 觀世音菩薩滅業障真言
唵 阿嚕勒繼 娑婆訶
(觀想一切業障皆悉消滅)

### 開咽喉真言
唵 部部底哩 伽哆哩 怛哆誐哆耶
(觀想觀想手中一朵青蓮噴出甘露，觸及眾生如細針之咽喉，咽喉自開，業火停燒)

### 三昧耶戒真言
唵 三昧耶 薩埵鋄
(鋄，音「萬」。觀想一切眾生得金剛三昧耶戒，心得清淨，身如菩薩，會場也化為清淨)

### 變食真言
南無 薩嚩 怛他誐哆 阿嚩嚕枳帝 唵 三跋囉 三跋囉 吽
(觀想從此食器湧現無量無邊甘露法食，展轉增多，遍滿虛空，五味具全，量如須彌
受此法食，身相圓滿)

### 甘露水真言
南無 蘇嚕婆耶 怛他誐哆耶 怛姪他 唵 蘇嚕蘇嚕 鉢囉蘇嚕 鉢囉蘇嚕 娑婆訶
(觀想此水化為甘露，遍灑虛空，此水沾身，普得清涼，業火消滅，身心潤澤，充足飽滿)

### 一字水輪真言
唵 鋄 鋄 鋄鋄鋄
(鋄，音「萬」。觀想化為八功德水，流注法界，普濟眾生)

### 乳海真言
南無 三滿哆 沒馱喃 唵 鋄
(觀想所有變化之法食融為一味，猶如白色，普濟眾生)

### 七如來名
- 南無多寶如來（觀想如來出現壇前，諸鬼多生以來慳吝惡業消滅，福德圓滿）
- 南無寶勝如來（觀想如來出現壇前，諸鬼隨順所欲，滿足所願）
- 南無妙色身如來（觀想如來出現壇前，諸鬼諸鬼醜陋惡形消滅，即得色相具足）
- 南無廣博身如來（觀想如來出現壇前，諸鬼咽喉寬大，所施之食，恣意充飽）
- 南無離怖畏如來（觀想如來出現壇前，諸鬼一切恐怖，悉皆除滅）
- 南無阿彌陀如來（觀想如來出現壇前，諸鬼得到無量光明，祥和自在）
- 南無世間廣大威德自在光明如來（觀想如來出現壇前，諸鬼都已經獲得廣施，眾生皆獲得普度）

### 神咒加持
神咒加持(淨法食/法施食/甘露水)，
普施河沙眾(佛子/有情/孤魂)，
願皆飽滿捨慳貪，
速脫幽冥生淨土，
皈依三寶發菩提，
究竟得成無上道，
功德無邊盡未來，
一切(佛子/有情/孤魂)同法食

### 結願正施
汝等(佛子/有情/孤魂)眾，我今施汝供，此食遍十方，一切(佛子 有情 孤魂)共，願以此功德，普及於一切，
施食與(佛子/有情/孤魂)，皆共成佛道

### 施無遮食真言
唵 穆力陵 娑婆訶 
(觀想得此法味毫無障礙，法食平分，人人充足飽滿，速得正果)

### 虛空藏菩薩普供養真言
唵 誐誐曩 三婆嚩 伐日囉斛
(觀想得此法味毫無障礙，法食平分，人人充足飽滿，速得正果)

### 《心經》一卷
|  | 觀自在菩薩，行深般若波羅蜜多時，照見五蘊皆空，度一切苦厄。舍利子！色不異空，空不異色；色卽是空，空卽是色，受想行識亦復如是。舍利子！是諸法空相，不生不滅，不垢不淨，不增不減。是故空中無色，無受想行識；無眼耳鼻舌身意；無色聲香味觸法；無眼界，乃至無意識界；無無明，亦無無明盡，乃至無老死，亦無老死盡；無苦集滅道；無智亦無得。以無所得故，菩提薩埵。依般若波羅蜜多故，心無罣礙；無罣礙故，無有恐怖，遠離顛倒夢想，究竟涅槃。三世諸佛，依般若波羅蜜多故，得阿耨多羅三藐三菩提。 故知般若波羅蜜多是大神咒，是大明咒，是無上咒，是無等等咒，能除一切苦，真實不虛。故說般若波羅蜜多咒。卽說咒曰：揭諦揭諦，波羅揭諦，波羅僧揭諦，菩提薩婆訶。 |

### 往生咒三遍
南無 阿彌多婆夜 哆他伽多夜 哆地夜他 阿彌利都婆毗 阿彌利哆 悉耽婆毗 阿彌唎哆 毗迦蘭帝 阿彌唎哆 毗迦蘭多 伽彌膩 伽伽那 枳多迦利 娑婆訶
(如平時有修持佛號、真言可在此加念幫助眾生，離苦得樂)